# 実録 鬼嫁日記 仕打ちに耐える夫の理不尽体験アドベンチャー
『実録 鬼嫁日記 仕打ちに耐える夫の理不尽体験アドベンチャー』（じつろく おによめにっき しうちにたえるおっとのりふじんたいけんアドベンチャー）は、2006年2月23日に発売された人気ブログ鬼嫁日記を原作としたテキスト形式のアドベンチャーゲーム。
イラストレーションは原作と同じく絵理すけ☆が描きコミカルな絵柄となっている。元チュンソフトで『街 〜運命の交差点〜』の製作に関わった板野英史や麻野一哉が製作に関わっている。

## 概要
様々なショートストーリーで構成されており、エピソード数は全部で66話。主人公は夫・カズマとなって嫁、娘との日常生活を送っていく。シーンによっては選択肢が出現し、この選択によってストーリーが変化することも。一度クリアしたシナリオでも再びプレイすることで新しい選択肢が出現することもある。クリアすることで「メダル」を入手し、これによって新たなアイテムを購入することもできる。中には特定のアイテムを持っていないと発生しないエピソードも。
特徴的なのは自分で文章を入力し、背景、音楽を選択することで、ユーザーがストーリーを作ることが出来るオリジナルモード（いわゆる「エディットモード」）。製作したストーリーはアドホックモード（近距離のPSP同士の直接通信）やインフラストラクチャーモード（インターネットを通じての通信）で他のユーザーとシェアできる。